# 육영수 저격 사건
육영수 여사 저격 사건은 1974년 8월 15일 서울 중구 장충동 국립중앙극장에서 진행된 제29회 광복절 기념식에서 박정희 대통령이 경축사를 하던 도중에 청중석에 있던 재일 한국인 문세광의 총격으로 영부인 육영수 여사가 피격되어 사망한 사건이다. 육영수(陸英修)여사는 박근혜  전 대통령의 어머니이기도 한다. 

## 사건 개요
당시 문세광의 본래 목적은 박정희 대통령을 암살하는 것이었으나 박대통령이 방탄 연설대 아래로 몸을 피하여 이는 실패로 돌아갔고 총탄을 머리에 맞은 육영수 여사는 서울대학교병원으로 옮겨진 후 뇌수술을 받았으나, 이날 오후 7시 경 향년 48세로 사망했다.
범인 문세광은 현장에서 체포된 후 중앙정보부로 압송되어 조사를 받았고 수사 결과 위조된 여권을 이용하여 밀입국한 뒤 일본의 한 파출소에서 탈취한 권총을 범행에 사용했다는 것과 일본인 공범이 있었다는 것 등이 밝혀지면서 대한민국 정부는 일본에 강력히 항의했으며 양국관계는 급속히 경색되었다.
이후 9월에 집권당인 자유민주당 부총재 시나 에쓰사부로가 수상 다나카의 친서를 휴대하고 사과방한 이후 양국관계는 정상으로 회복되었으나 대한민국 국민의 대일 감정은 극도로 악화되었다.

## 시대적 배경

### 한일 수교
1961년 5·16 군사 정변을 일으켜 정권을 장악한 군인 출신 박정희는 민주공화당을 조직하며 민정이양 후 집권을 하기 위한 밑작업을 이어나갔다. 대한민국 헌법을 개정하여 직접선거와 대통령 중심제의 정부 체제를 만들고 1963년 10월, 대선에 출마하여 대통령에 당선되었다. 총선에서도 승리하며, 1963년 12월 17일, 대통령에 취임하였다. 박정희 정부의 외교 정책 중 하나는 일본과의 외교 복원을 통한 한일관계 정상화 추진이었다. 1964년 3월, 이런 방침과 졸속협상 내용이 알려지자 대일굴욕외교 반대시위가 전국적으로 격렬하게 일어나 '6.3항쟁'이 발생했다. 박정희는 휴교령과 계엄령을 내려 무력으로 강경진압했다. 많은 반대에도 불구하고 꾸준히 회담을 진행한 결과, 1965년 6월 22일에 한일조약이 체결되었고 국교가 정상화되었다. 국회비준은 굴욕외교라며 야당이 반대하자 8월 14일, 집권여당인 민주공화당이 단독으로 처리하였다.

### 3선개헌과 재집권
1967년 연임에 성공함과 동시에 총선에서 여당인 공화당이 의석의 2/3를 넘어서자 3선개헌의 우려가 현실이 되었다. 전국적인 개헌반대에도 불구하고 1969년 9월 14일 새벽에 3선 개헌안이 변칙 통과되며 박정희는 3선에 출마하였다. 한편, 야당인 신민당 대통령 후보로는 김대중이 선출되었다. 유세기간 중 김대중은 이번에 정권교체에 실패할 경우, 박정희가 영구 집권을 위해 총통제를 실시할 것이라고 주장하며 지지를 호소하였다. 김대중의 선전에도 불구하고 1971년 대선에서 박정희가 3선에 성공하였다. 비록 정권교체에는 실패했으나 김대중은 대선을 거치며 박정희의 ‘최대 정치적 라이벌’로 떠올랐다.

### 김대중 납치 사건
1972년 10월 박정희가 유신을 선포하자 신병치료차 방일 중이던 김대중은 귀국을 포기하고 미국과 일본을 오가며 반정부 투쟁을 벌였다. 김대중이 ‘한민통’을 결성하자 유신정부는 이 단체가 망명정부로 변신할지도 모른다는 의심을 하였다. 그러던 차에 도쿄에 머물던 김대중이 1973년 8월 8일 도쿄 그랜드 팰리스 호텔 객실중 맨위인 22층에서 한국 중앙정보부 요원들에게 납치되는 사건이 발생하였다. 5일만에 풀려났지만 이 사건은 국내외적으로 큰 충격을 주었다. 유신의 일등공신으로 승승장구하던 중앙정보부장 이후락이 3월에 터진 윤필용 사건으로 박정희의 신임을 잃자 이를 만회하려 저지른 사건이었다. 한국 정부는 즉각적으로 관여사실을 부인했지만 일본 도쿄 경시청은 현장에서 재취한 주일 한국대사관 1급 서기관 김동운 중앙정보부 요원의 지문을 근거로 강력하게 항의했으며 곧 심각한 외교 문제로 비화되었다. 결국 김종필 총리가 11월에 대통령 친서를 들고 방일하며 사건이 무마되었다. 그러나 일본 국민들의 반한감정은 고조되었고 외교관계는 공세적인 일본에 반해 한국은 수세에 몰리게 되었다.

## 사건의 진행

### 대통령 암살시도
1974년 8월 15일 오전 10시 10분경, 서울 장충동 국립중앙극장에서 제29회 광복절 기념식이 열렸다. 10시 23분경 박정희 대통령이 경축사를 읽기 시작하자 객석에 앉아 있던 문세광이 박정희 대통령을 향해 총을 쏘기 시작했다. 문세광은 첫발을 오발하여 자신의 허벅지를 쏘았으나 곧 연단을 향해 달려나가며 총을 쏘기 시작했다. 경호실장 박종규가 자리에서 벌떡 일어나 응사하였고 박정희 대통령은 방탄 연설대 뒤로 몸을 피하여 무사하였다.
문세광과 경호원 간의 총격전으로 기념식에 참석한 합창단 성동여자실업고등학교 2학년 장봉화 양(1957년생)이 경호원에 의해 피격되어 숨졌다. 연단을 향해 계속 달려가던 문세광을 객석에 있던 세무 공무원 이대산이 발을 걸어 넘어뜨렸고 10시 30분경에 경호원들이 현장에서 체포하였다. 피격된 육영수 여사는 서울대학교 의과대학 부속병원으로 후송되었다. 현장이 어느 정도 수습되자 박정희는 나머지 기념사를 모두 읽었고 광복절 기념식은 종료되었다.

### 육영수 사망
육영수 여사를 실은 응급차가 국립중앙극장에 도착한 것은 사건 발생 9분 만인 10시 32분이다. 응급실장 김진복 박사의 지휘 아래 지혈제와 산소호흡, 항-쇼크처치 등의 응급조치가 10여분 이어졌다. 오전 11시경부터 신경외과 전문의 최길수의 집도로 오후 4시 20분까지 뇌수술을 받았다. 근처 병원과 적십자혈액원의 모든 AB형 혈액을 쏟아붓는 큰 수술이었는데, 400mL 혈액 148팩이 수혈되었다. 그러나 총알이 좌뇌의 가장 큰 정맥을 손상시킨 탓에 소생할 기미가 보이지 않았다. 집도의는 사건 다음날 "꼭 살렸어야 했는데… 5mm만 비켜 갔어도…"라며 침통해했다고 한다. 수술이 끝난 뒤, 박정희 대통령이 찾아와 회복실에서 20분~30분가량 이별의 시간을 가졌다. 육영수는 이날 오후 7시 경 향년 49세로 사망했다.

### 장례와 유족동정
저녁 8시 10분, 청와대 김성진 대변인이 육영수 여사의 서거를 공식 발표했다. 사망 당시 병원 가족실에는 남편 박정희와 여동생 육예수, 둘째 딸 박근영, 아들 박지만이 있었다. 장녀 박근혜는 당시 프랑스에 유학 중이었는데, 대사관에서 급히 귀국해야 한다는 연락만 받고 서둘러 탑승수속을 받던 중 공항에서 신문을 보고 어머니의 사망소식을 알게 되었다고 한다. 그녀는 자서전을 통해서 그 당시 심정을 "온몸에 수만 볼트의 전기가 흐르는 것처럼 쇼크를 받았다."고 밝히기도 했다.
육영수의 유해는 8월 15일 밤에 청와대로 이송되었으며 국민장으로 5일장을 치른 후 8월 19일에 동작동 국립서울현충원에 안장되었다. 장례식을 치른 후 박근혜는 유학 후 강단에 서겠다는 꿈을 접고 영부인의 역할을 대신하였다. 당시 고교 1년생이었던 장남 박지만은 방황하며 성적이 하락하였고 이로 인해 본래 목표인 서울대 진학을 접고 담임 선생님의 권유로 육군사관학교로 진로를 변경했다고 한다.

## 사건의 결과

### 한일 관계
수사결과를 토대로 한국 정부는 일본에 강력히 항의하였다. 그러나 일본의 비협조적인 태도로 한일관계가 불편해졌다. 9월 19일 일본 정부가 책임을 인정하며 집권당인 자유민주당 부총재인 시나 에쓰사부로가 수상 다나카의 친서를 휴대하고 진사특사로 한국을 다녀갔다. 이후 양국관계 개선되었는데, 지난번 김대중 납치 사건으로 양국외교 관계에 있어서 공세적이었던 일본은 이 사건으로 인해 수세에 몰리게 되었으며, 한국 국민들의 반일 감정은 고조되었다.
한편 당시 서울특별시장이었던 양택식은 행사 책임자로서 도의적 책임을 지고 시장직에서 불명예 퇴임하고 말았다.

## 의혹과 논란

### 진범 논란
문세광은 선고 법정에서 육영수 여사를 살해하지 않았다고 진술했으며, 이로 인해 여러 의혹이 제기되었다. 당시 수사본부 요원으로 현장 검증과 감식을 했던 서울시경 감식계장 이건우도 월간 《다리》 1989년 8월호에서 의문을 제기했다. 이건우는 후일 국민일보 기자 노가원에게도 진범이 문세광이 아니라고 증언하였다.
2005년 동아일보는 당시 경호관들이 육영수 여사를 저격했다는 의혹이 제기되기도 했다는 보도를 하였다. SBS의 다큐멘터리 《그것이 알고 싶다》에서 사격 실험을 통해 육영수의 암살사건에 얽힌 의혹들을 풀고자 하였다.

### 사건 조작
- 참고 : 아래의 내용은 "MBC 이제는 말할 수 있다 육영수와 문세광 1부 2005년 3월 20일 방영분" 중에 일부를 요약한 것이다.

사건 수사와 언론 발표 시점이 뒤섞이며 사건 조작의혹이 MBC에 의해 제기되었다. 당시 수사를 담당했던 김기춘과 수사 결과를 발표했던 김일두 중앙수사 본부장이 MBC [이제는 말할 수 있다] 팀과 진행한 인터뷰를 정리해보면 다음과 같다.
- 8월 15일 - 체포 후 중앙 정보부로 이송된 문세광이 지속적으로 묵비권 행사
- 8월 16일 - 김기춘이 수사에 투입되어 설득하자 오후 6시부터 문세광이 자백 시작
- 8월 17일 - 중앙수사 본부장 김일두가 수사 결과를 언론에 발표

하지만 김일두가 수사결과를 발표하기 이전 시점이자, 문세광이 자백을 시작하기도 전인 8월 16일자 조간신문에, 다음날인 8월 17일에 수사본부가 발표한 내용과 동일한 내용이 이미 보도되었다. 보도내용에 따르면 중앙수사 본부가 중간수사 결과를 8월 15일에 발표했다고 되어 있으나 김일두나 김기춘은 그런 발표를 사전에 한 적이 없다고 하여 의구심을 자아내고 있다.

## 같이 보기
- 육영수
- 박정희
- 형제복지원
- 꼬리에 꼬리를 무는 그날 이야기